# 英城子乡
英城子乡，是中华人民共和国辽宁省锦州市黑山县下辖的一个乡镇级行政单位。

## 行政区划
英城子乡下辖以下地区：
英城子村、吴屯村、小磨子村、歪脖山村、于家村、朝北村、北五台子村、六合村、大豆屯村、骆驼山子村、团山子村、塘泡村、迷子山村和房申村。